# Palliduphantes tricuspis
Palliduphantes tricuspis là một loài nhện trong họ Linyphiidae.
Loài này thuộc chi Palliduphantes. Palliduphantes tricuspis được Robert Bosmans miêu tả năm 2006.